# ویلاتا
ویلاتا (به ایتالیایی: Villata) یک کومونه در ایتالیا است که در استان ورسلی واقع شده‌است. ویلاتا ۱۴٫۴ کیلومتر مربع مساحت و ۱٬۶۱۵ نفر جمعیت دارد و ۱۳۶ متر بالاتر از سطح دریا واقع شده‌است.